# Division II i ishockey 1955-56
Division II i ishockey 1955-56 var turneringen i den næstbedste række i det svenske ligasystem. Turneringen havde deltagelse af 54 hold, der spillede om seks oprykningspladser til Division I, og om at undgå 15 nedrykningspladser til Division III. Holdene var inddelt i fire regioner: nord (18 hold), vest (12 hold), øst (12 hold) og syd (12 hold). I de tre regioner med 12 hold var holdene inddelt i to puljer, mens de 18 hold i region Nord var inddelt i tre puljer, og alle puljer bestod af seks hold, der spillede en dobbeltturnering alle-mod-alle. I hvert område spillede puljevinderne playoff-kampe om den samlede sejr i området, hvilket samtidig medførte oprykning til Division I. I områderne Vest og Syd spillede puljevinderne playoff-kampe på tværs af områderne. De fire tabende playoff-finalister spillede yderlige playoff-kampe om de sidste to oprykningspladser til Division I.
De fire første oprykningspladser blev besat af de fire hold, der vandt playoff-finalerne mellem puljevinderne:
- Mora IK, der vandt Division II Nord, og som besejrede vinderen af Division II Norrland Syd, Wifsta/Östrands IF, i playoff-finalen i område Nord.
- Västerås IK, der vandt Division II Vest A, og som besejrede vinderen af Division II Syd A, Tranås AIF, i playoff-finalerne i område Vest og Syd.
- Brynäs IF, der vandt Division II Øst A, og som besejrede vinderen af Division II Øst B, BK Star, i playoff-finalen i område Øst.
- Forshaga IF, der vandt Division II Vest B, og som besejrede vinderen af Division II Syd B, Alvesta SK, i playoff-finalerne i område Vest og Syd.

De sidste to oprykningspladser gik til vinderne af de to playoff-opgør mellem taberne af de regionale playoff-finaler:
- Wifsta/Östrands IF, der havde tabt playoff-finalen i område Nord, og som besejrede den ene taber af playoff-finalerne i Vest og Syd, Tranås AIF.
- BK Star, der havde tabt playoff-finalen i område Øst, og som besejrede den anden taber af playoff-finalerne i Vest og Syd, Alvesta SK.

De fire dårligste hold i hvert område rykkede ned i Division III, bortset fra i område Øst, hvor der kun var tre nedrykkere.

## Hold
Division II havde deltagelse af 54 klubber, hvilket var 17 flere end den foregående sæson. Blandt deltagerne var:
- 4 klubber, der var rykket ned fra Division I: AIK, Brynäs IF, IFK Stockholm og Västerås IK.
- 25 klubber, der var rykket op fra Division III: Alfredshems IK, Alfta GIF, BK Star, Clemensnäs IF, Deje IK, Fagersta AIK, GIF Sundsvall, Hagalunds IS, IFK Kiruna, IFK Luleå, IFK Mariefred, IFK Trollhättan, IK Westmannia, IF Vesta, Kalmar FF, Katrineholms AIK, Malmö FF, Medle SK, Morgårdshammars IF, Norrahammars GIS, Piteå IF, Värnamo GoIK, Vättersnäs IF, Ytterån/Waplan SK, Åseda IF

Klubberne var inddelt i ni puljer med seks hold, og i hver pulje spillede holdene en dobbeltturnering alle-mod-alle. De ni puljevindere gik videre til playoff-kampe om oprykning til Division I.
Siden den foregående sæson var der sket følgende ændringer i Division II:
- Region Nord var blevet udvidet fra 11 til 18 hold, og samtidig blev strukturen ændret fra to til tre puljer. Holdene fra Division II Nord A blev overført til den nye pulje Nord, mens holdene fra Division II Nord B var blevet fordelt mellem de nye puljer Norrland Nord og Norrland Syd.
- Region Vest og Syd var begge blevet udvidet fra 10 til 12 hold, og de to puljer i hver region blev derfor udvidet fra fem til seks hold.
- Region Øst var blevet udvidet fra 6 til 12 hold, og samtidig var strukturen blevet ændret fra én til to puljer.
- Åkers IF havde skiftet Division II-pulje fra Syd A til Øst B.
- Hultsfreds AIK var blevet overført fra pulje Syd B til Syd A.

I forhold til den foregående sæson var der endvidere sket følgende ændringer:
- Atlas Diesels IF havde skiftet navn til Atlas Copco IF.

| Hold                      | By               | Foregående sæson                            | Clemensnäs Luleå Kiruna Medle Piteå Rönnskär Alfredshem Sundsvall Nyland Teg Wifsta/Östrand Ytterån/Waplan Alfta Ljusne Ludvika Mora Morgårdshammar Strömsbro Fagersta Arboga Sturehov Westmannia Västerås IK Västerås SK Deje Forshaga Munkfors Viking Skived Trollhättan Almtuna Brynäs Vesta AIK, Atlas Copco, Hagalund, IFK Stockholm og Nacka Star Mariefred Katrineholm Åker Derby Hultsfred Norrahammar Tranås Vättersnäs Åseda Alvesta Diö Troja Kalmar Malmö Värnamo |
| Division II Norrland Nord |                  |                                             | Clemensnäs Luleå Kiruna Medle Piteå Rönnskär Alfredshem Sundsvall Nyland Teg Wifsta/Östrand Ytterån/Waplan Alfta Ljusne Ludvika Mora Morgårdshammar Strömsbro Fagersta Arboga Sturehov Westmannia Västerås IK Västerås SK Deje Forshaga Munkfors Viking Skived Trollhättan Almtuna Brynäs Vesta AIK, Atlas Copco, Hagalund, IFK Stockholm og Nacka Star Mariefred Katrineholm Åker Derby Hultsfred Norrahammar Tranås Vättersnäs Åseda Alvesta Diö Troja Kalmar Malmö Värnamo |
| Clemensnäs IF             | Ursviken         | Nr. 1 i Division III Nordlig Kystlandsserie | Clemensnäs Luleå Kiruna Medle Piteå Rönnskär Alfredshem Sundsvall Nyland Teg Wifsta/Östrand Ytterån/Waplan Alfta Ljusne Ludvika Mora Morgårdshammar Strömsbro Fagersta Arboga Sturehov Westmannia Västerås IK Västerås SK Deje Forshaga Munkfors Viking Skived Trollhättan Almtuna Brynäs Vesta AIK, Atlas Copco, Hagalund, IFK Stockholm og Nacka Star Mariefred Katrineholm Åker Derby Hultsfred Norrahammar Tranås Vättersnäs Åseda Alvesta Diö Troja Kalmar Malmö Värnamo |
| IFK Kiruna                | Kiruna           | Nr. 4 i Division III Nordlig Kystlandsserie | Clemensnäs Luleå Kiruna Medle Piteå Rönnskär Alfredshem Sundsvall Nyland Teg Wifsta/Östrand Ytterån/Waplan Alfta Ljusne Ludvika Mora Morgårdshammar Strömsbro Fagersta Arboga Sturehov Westmannia Västerås IK Västerås SK Deje Forshaga Munkfors Viking Skived Trollhättan Almtuna Brynäs Vesta AIK, Atlas Copco, Hagalund, IFK Stockholm og Nacka Star Mariefred Katrineholm Åker Derby Hultsfred Norrahammar Tranås Vättersnäs Åseda Alvesta Diö Troja Kalmar Malmö Värnamo |
| IFK Luleå                 | Luleå            | Nr. 2 i Division III Nordlig Kystlandsserie | Clemensnäs Luleå Kiruna Medle Piteå Rönnskär Alfredshem Sundsvall Nyland Teg Wifsta/Östrand Ytterån/Waplan Alfta Ljusne Ludvika Mora Morgårdshammar Strömsbro Fagersta Arboga Sturehov Westmannia Västerås IK Västerås SK Deje Forshaga Munkfors Viking Skived Trollhättan Almtuna Brynäs Vesta AIK, Atlas Copco, Hagalund, IFK Stockholm og Nacka Star Mariefred Katrineholm Åker Derby Hultsfred Norrahammar Tranås Vättersnäs Åseda Alvesta Diö Troja Kalmar Malmö Värnamo |
| Medle SK                  | Medle            | Nr. 5 i Division III Nordlig Kystlandsserie | Clemensnäs Luleå Kiruna Medle Piteå Rönnskär Alfredshem Sundsvall Nyland Teg Wifsta/Östrand Ytterån/Waplan Alfta Ljusne Ludvika Mora Morgårdshammar Strömsbro Fagersta Arboga Sturehov Westmannia Västerås IK Västerås SK Deje Forshaga Munkfors Viking Skived Trollhättan Almtuna Brynäs Vesta AIK, Atlas Copco, Hagalund, IFK Stockholm og Nacka Star Mariefred Katrineholm Åker Derby Hultsfred Norrahammar Tranås Vättersnäs Åseda Alvesta Diö Troja Kalmar Malmö Värnamo |
| Piteå IF                  | Piteå            | Nr. 3 i Division III Nordlig Kystlandsserie | Clemensnäs Luleå Kiruna Medle Piteå Rönnskär Alfredshem Sundsvall Nyland Teg Wifsta/Östrand Ytterån/Waplan Alfta Ljusne Ludvika Mora Morgårdshammar Strömsbro Fagersta Arboga Sturehov Westmannia Västerås IK Västerås SK Deje Forshaga Munkfors Viking Skived Trollhättan Almtuna Brynäs Vesta AIK, Atlas Copco, Hagalund, IFK Stockholm og Nacka Star Mariefred Katrineholm Åker Derby Hultsfred Norrahammar Tranås Vättersnäs Åseda Alvesta Diö Troja Kalmar Malmö Värnamo |
| Rönnskärs IF              | Skelleftehamn    | Nr. 3 i Division II Nord B                  | Clemensnäs Luleå Kiruna Medle Piteå Rönnskär Alfredshem Sundsvall Nyland Teg Wifsta/Östrand Ytterån/Waplan Alfta Ljusne Ludvika Mora Morgårdshammar Strömsbro Fagersta Arboga Sturehov Westmannia Västerås IK Västerås SK Deje Forshaga Munkfors Viking Skived Trollhättan Almtuna Brynäs Vesta AIK, Atlas Copco, Hagalund, IFK Stockholm og Nacka Star Mariefred Katrineholm Åker Derby Hultsfred Norrahammar Tranås Vättersnäs Åseda Alvesta Diö Troja Kalmar Malmö Värnamo |
| Division II Norrland Syd  |                  |                                             | Clemensnäs Luleå Kiruna Medle Piteå Rönnskär Alfredshem Sundsvall Nyland Teg Wifsta/Östrand Ytterån/Waplan Alfta Ljusne Ludvika Mora Morgårdshammar Strömsbro Fagersta Arboga Sturehov Westmannia Västerås IK Västerås SK Deje Forshaga Munkfors Viking Skived Trollhättan Almtuna Brynäs Vesta AIK, Atlas Copco, Hagalund, IFK Stockholm og Nacka Star Mariefred Katrineholm Åker Derby Hultsfred Norrahammar Tranås Vättersnäs Åseda Alvesta Diö Troja Kalmar Malmö Värnamo |
| Alfredshems IK            | Örnsköldsvik     | Nr. 2 i Division III Uppsvenske Nordre      | Clemensnäs Luleå Kiruna Medle Piteå Rönnskär Alfredshem Sundsvall Nyland Teg Wifsta/Östrand Ytterån/Waplan Alfta Ljusne Ludvika Mora Morgårdshammar Strömsbro Fagersta Arboga Sturehov Westmannia Västerås IK Västerås SK Deje Forshaga Munkfors Viking Skived Trollhättan Almtuna Brynäs Vesta AIK, Atlas Copco, Hagalund, IFK Stockholm og Nacka Star Mariefred Katrineholm Åker Derby Hultsfred Norrahammar Tranås Vättersnäs Åseda Alvesta Diö Troja Kalmar Malmö Värnamo |
| GIF Sundsvall             | Sundsvall        | Nr. 3 i Division III Uppsvenske Nordre      | Clemensnäs Luleå Kiruna Medle Piteå Rönnskär Alfredshem Sundsvall Nyland Teg Wifsta/Östrand Ytterån/Waplan Alfta Ljusne Ludvika Mora Morgårdshammar Strömsbro Fagersta Arboga Sturehov Westmannia Västerås IK Västerås SK Deje Forshaga Munkfors Viking Skived Trollhättan Almtuna Brynäs Vesta AIK, Atlas Copco, Hagalund, IFK Stockholm og Nacka Star Mariefred Katrineholm Åker Derby Hultsfred Norrahammar Tranås Vättersnäs Åseda Alvesta Diö Troja Kalmar Malmö Värnamo |
| IFK Nyland                | Nyland           | Nr. 2 i Division II Nord B                  | Clemensnäs Luleå Kiruna Medle Piteå Rönnskär Alfredshem Sundsvall Nyland Teg Wifsta/Östrand Ytterån/Waplan Alfta Ljusne Ludvika Mora Morgårdshammar Strömsbro Fagersta Arboga Sturehov Westmannia Västerås IK Västerås SK Deje Forshaga Munkfors Viking Skived Trollhättan Almtuna Brynäs Vesta AIK, Atlas Copco, Hagalund, IFK Stockholm og Nacka Star Mariefred Katrineholm Åker Derby Hultsfred Norrahammar Tranås Vättersnäs Åseda Alvesta Diö Troja Kalmar Malmö Värnamo |
| Tegs SK                   | Umeå             | Nr. 5 i Division II Nord B                  | Clemensnäs Luleå Kiruna Medle Piteå Rönnskär Alfredshem Sundsvall Nyland Teg Wifsta/Östrand Ytterån/Waplan Alfta Ljusne Ludvika Mora Morgårdshammar Strömsbro Fagersta Arboga Sturehov Westmannia Västerås IK Västerås SK Deje Forshaga Munkfors Viking Skived Trollhättan Almtuna Brynäs Vesta AIK, Atlas Copco, Hagalund, IFK Stockholm og Nacka Star Mariefred Katrineholm Åker Derby Hultsfred Norrahammar Tranås Vättersnäs Åseda Alvesta Diö Troja Kalmar Malmö Värnamo |
| Wifsta/Östrands IF        | Timrå            | Nr. 4 i Division II Nord B                  | Clemensnäs Luleå Kiruna Medle Piteå Rönnskär Alfredshem Sundsvall Nyland Teg Wifsta/Östrand Ytterån/Waplan Alfta Ljusne Ludvika Mora Morgårdshammar Strömsbro Fagersta Arboga Sturehov Westmannia Västerås IK Västerås SK Deje Forshaga Munkfors Viking Skived Trollhättan Almtuna Brynäs Vesta AIK, Atlas Copco, Hagalund, IFK Stockholm og Nacka Star Mariefred Katrineholm Åker Derby Hultsfred Norrahammar Tranås Vättersnäs Åseda Alvesta Diö Troja Kalmar Malmö Värnamo |
| Ytterån/Waplan SK         | Vaplan           | Nr. 1 i Division III Uppsvenske Nordre      | Clemensnäs Luleå Kiruna Medle Piteå Rönnskär Alfredshem Sundsvall Nyland Teg Wifsta/Östrand Ytterån/Waplan Alfta Ljusne Ludvika Mora Morgårdshammar Strömsbro Fagersta Arboga Sturehov Westmannia Västerås IK Västerås SK Deje Forshaga Munkfors Viking Skived Trollhättan Almtuna Brynäs Vesta AIK, Atlas Copco, Hagalund, IFK Stockholm og Nacka Star Mariefred Katrineholm Åker Derby Hultsfred Norrahammar Tranås Vättersnäs Åseda Alvesta Diö Troja Kalmar Malmö Värnamo |
| Division II Nord          |                  |                                             | Clemensnäs Luleå Kiruna Medle Piteå Rönnskär Alfredshem Sundsvall Nyland Teg Wifsta/Östrand Ytterån/Waplan Alfta Ljusne Ludvika Mora Morgårdshammar Strömsbro Fagersta Arboga Sturehov Westmannia Västerås IK Västerås SK Deje Forshaga Munkfors Viking Skived Trollhättan Almtuna Brynäs Vesta AIK, Atlas Copco, Hagalund, IFK Stockholm og Nacka Star Mariefred Katrineholm Åker Derby Hultsfred Norrahammar Tranås Vättersnäs Åseda Alvesta Diö Troja Kalmar Malmö Värnamo |
| Alfta GIF                 | Alfta            | Nr. 1 i Division III Uppsvenske Østre       | Clemensnäs Luleå Kiruna Medle Piteå Rönnskär Alfredshem Sundsvall Nyland Teg Wifsta/Östrand Ytterån/Waplan Alfta Ljusne Ludvika Mora Morgårdshammar Strömsbro Fagersta Arboga Sturehov Westmannia Västerås IK Västerås SK Deje Forshaga Munkfors Viking Skived Trollhättan Almtuna Brynäs Vesta AIK, Atlas Copco, Hagalund, IFK Stockholm og Nacka Star Mariefred Katrineholm Åker Derby Hultsfred Norrahammar Tranås Vättersnäs Åseda Alvesta Diö Troja Kalmar Malmö Värnamo |
| Ljusne AIK                | Ljusne           | Nr. 3 i Division II Nord A                  | Clemensnäs Luleå Kiruna Medle Piteå Rönnskär Alfredshem Sundsvall Nyland Teg Wifsta/Östrand Ytterån/Waplan Alfta Ljusne Ludvika Mora Morgårdshammar Strömsbro Fagersta Arboga Sturehov Westmannia Västerås IK Västerås SK Deje Forshaga Munkfors Viking Skived Trollhättan Almtuna Brynäs Vesta AIK, Atlas Copco, Hagalund, IFK Stockholm og Nacka Star Mariefred Katrineholm Åker Derby Hultsfred Norrahammar Tranås Vättersnäs Åseda Alvesta Diö Troja Kalmar Malmö Värnamo |
| Ludvika FFI               | Ludvika          | Nr. 4 i Division II Nord A                  | Clemensnäs Luleå Kiruna Medle Piteå Rönnskär Alfredshem Sundsvall Nyland Teg Wifsta/Östrand Ytterån/Waplan Alfta Ljusne Ludvika Mora Morgårdshammar Strömsbro Fagersta Arboga Sturehov Westmannia Västerås IK Västerås SK Deje Forshaga Munkfors Viking Skived Trollhättan Almtuna Brynäs Vesta AIK, Atlas Copco, Hagalund, IFK Stockholm og Nacka Star Mariefred Katrineholm Åker Derby Hultsfred Norrahammar Tranås Vättersnäs Åseda Alvesta Diö Troja Kalmar Malmö Värnamo |
| Mora IK                   | Mora             | Nr. 1 i Division II Nord A                  | Clemensnäs Luleå Kiruna Medle Piteå Rönnskär Alfredshem Sundsvall Nyland Teg Wifsta/Östrand Ytterån/Waplan Alfta Ljusne Ludvika Mora Morgårdshammar Strömsbro Fagersta Arboga Sturehov Westmannia Västerås IK Västerås SK Deje Forshaga Munkfors Viking Skived Trollhättan Almtuna Brynäs Vesta AIK, Atlas Copco, Hagalund, IFK Stockholm og Nacka Star Mariefred Katrineholm Åker Derby Hultsfred Norrahammar Tranås Vättersnäs Åseda Alvesta Diö Troja Kalmar Malmö Värnamo |
| Morgårdshammars IF        | Smedjebacken     | Nr. 1 i Division III Uppsvenske Søndre      | Clemensnäs Luleå Kiruna Medle Piteå Rönnskär Alfredshem Sundsvall Nyland Teg Wifsta/Östrand Ytterån/Waplan Alfta Ljusne Ludvika Mora Morgårdshammar Strömsbro Fagersta Arboga Sturehov Westmannia Västerås IK Västerås SK Deje Forshaga Munkfors Viking Skived Trollhättan Almtuna Brynäs Vesta AIK, Atlas Copco, Hagalund, IFK Stockholm og Nacka Star Mariefred Katrineholm Åker Derby Hultsfred Norrahammar Tranås Vättersnäs Åseda Alvesta Diö Troja Kalmar Malmö Värnamo |
| Strömsbro IF              | Gävle            | Nr. 2 i Division II Nord A                  | Clemensnäs Luleå Kiruna Medle Piteå Rönnskär Alfredshem Sundsvall Nyland Teg Wifsta/Östrand Ytterån/Waplan Alfta Ljusne Ludvika Mora Morgårdshammar Strömsbro Fagersta Arboga Sturehov Westmannia Västerås IK Västerås SK Deje Forshaga Munkfors Viking Skived Trollhättan Almtuna Brynäs Vesta AIK, Atlas Copco, Hagalund, IFK Stockholm og Nacka Star Mariefred Katrineholm Åker Derby Hultsfred Norrahammar Tranås Vättersnäs Åseda Alvesta Diö Troja Kalmar Malmö Värnamo |
| Division II Vest A        |                  |                                             | Clemensnäs Luleå Kiruna Medle Piteå Rönnskär Alfredshem Sundsvall Nyland Teg Wifsta/Östrand Ytterån/Waplan Alfta Ljusne Ludvika Mora Morgårdshammar Strömsbro Fagersta Arboga Sturehov Westmannia Västerås IK Västerås SK Deje Forshaga Munkfors Viking Skived Trollhättan Almtuna Brynäs Vesta AIK, Atlas Copco, Hagalund, IFK Stockholm og Nacka Star Mariefred Katrineholm Åker Derby Hultsfred Norrahammar Tranås Vättersnäs Åseda Alvesta Diö Troja Kalmar Malmö Värnamo |
| IFK Arboga                | Arboga           | Nr. 3 i Division II Vest A                  | Clemensnäs Luleå Kiruna Medle Piteå Rönnskär Alfredshem Sundsvall Nyland Teg Wifsta/Östrand Ytterån/Waplan Alfta Ljusne Ludvika Mora Morgårdshammar Strömsbro Fagersta Arboga Sturehov Westmannia Västerås IK Västerås SK Deje Forshaga Munkfors Viking Skived Trollhättan Almtuna Brynäs Vesta AIK, Atlas Copco, Hagalund, IFK Stockholm og Nacka Star Mariefred Katrineholm Åker Derby Hultsfred Norrahammar Tranås Vättersnäs Åseda Alvesta Diö Troja Kalmar Malmö Värnamo |
| Fagersta AIK              | Fagersta         | Nr. 2 i Division III Vestsvenske Østre      | Clemensnäs Luleå Kiruna Medle Piteå Rönnskär Alfredshem Sundsvall Nyland Teg Wifsta/Östrand Ytterån/Waplan Alfta Ljusne Ludvika Mora Morgårdshammar Strömsbro Fagersta Arboga Sturehov Westmannia Västerås IK Västerås SK Deje Forshaga Munkfors Viking Skived Trollhättan Almtuna Brynäs Vesta AIK, Atlas Copco, Hagalund, IFK Stockholm og Nacka Star Mariefred Katrineholm Åker Derby Hultsfred Norrahammar Tranås Vättersnäs Åseda Alvesta Diö Troja Kalmar Malmö Värnamo |
| IK Sturehov               | Örebro           | Nr. 2 i Division II Vest A                  | Clemensnäs Luleå Kiruna Medle Piteå Rönnskär Alfredshem Sundsvall Nyland Teg Wifsta/Östrand Ytterån/Waplan Alfta Ljusne Ludvika Mora Morgårdshammar Strömsbro Fagersta Arboga Sturehov Westmannia Västerås IK Västerås SK Deje Forshaga Munkfors Viking Skived Trollhättan Almtuna Brynäs Vesta AIK, Atlas Copco, Hagalund, IFK Stockholm og Nacka Star Mariefred Katrineholm Åker Derby Hultsfred Norrahammar Tranås Vättersnäs Åseda Alvesta Diö Troja Kalmar Malmö Värnamo |
| IK Westmannia             | Köping           | Nr. 1 i Division III Vestsvenske Østre      | Clemensnäs Luleå Kiruna Medle Piteå Rönnskär Alfredshem Sundsvall Nyland Teg Wifsta/Östrand Ytterån/Waplan Alfta Ljusne Ludvika Mora Morgårdshammar Strömsbro Fagersta Arboga Sturehov Westmannia Västerås IK Västerås SK Deje Forshaga Munkfors Viking Skived Trollhättan Almtuna Brynäs Vesta AIK, Atlas Copco, Hagalund, IFK Stockholm og Nacka Star Mariefred Katrineholm Åker Derby Hultsfred Norrahammar Tranås Vättersnäs Åseda Alvesta Diö Troja Kalmar Malmö Värnamo |
| Västerås IK               | Västerås         | Nr. 5 i Division I Syd                      | Clemensnäs Luleå Kiruna Medle Piteå Rönnskär Alfredshem Sundsvall Nyland Teg Wifsta/Östrand Ytterån/Waplan Alfta Ljusne Ludvika Mora Morgårdshammar Strömsbro Fagersta Arboga Sturehov Westmannia Västerås IK Västerås SK Deje Forshaga Munkfors Viking Skived Trollhättan Almtuna Brynäs Vesta AIK, Atlas Copco, Hagalund, IFK Stockholm og Nacka Star Mariefred Katrineholm Åker Derby Hultsfred Norrahammar Tranås Vättersnäs Åseda Alvesta Diö Troja Kalmar Malmö Värnamo |
| Västerås SK               | Västerås         | Nr. 4 i Division II Vest A                  | Clemensnäs Luleå Kiruna Medle Piteå Rönnskär Alfredshem Sundsvall Nyland Teg Wifsta/Östrand Ytterån/Waplan Alfta Ljusne Ludvika Mora Morgårdshammar Strömsbro Fagersta Arboga Sturehov Westmannia Västerås IK Västerås SK Deje Forshaga Munkfors Viking Skived Trollhättan Almtuna Brynäs Vesta AIK, Atlas Copco, Hagalund, IFK Stockholm og Nacka Star Mariefred Katrineholm Åker Derby Hultsfred Norrahammar Tranås Vättersnäs Åseda Alvesta Diö Troja Kalmar Malmö Värnamo |
| Division II Vest B        |                  |                                             | Clemensnäs Luleå Kiruna Medle Piteå Rönnskär Alfredshem Sundsvall Nyland Teg Wifsta/Östrand Ytterån/Waplan Alfta Ljusne Ludvika Mora Morgårdshammar Strömsbro Fagersta Arboga Sturehov Westmannia Västerås IK Västerås SK Deje Forshaga Munkfors Viking Skived Trollhättan Almtuna Brynäs Vesta AIK, Atlas Copco, Hagalund, IFK Stockholm og Nacka Star Mariefred Katrineholm Åker Derby Hultsfred Norrahammar Tranås Vättersnäs Åseda Alvesta Diö Troja Kalmar Malmö Värnamo |
| Deje IK                   | Deje             | Nr. 1 Division III Vestsvensk Nord          | Clemensnäs Luleå Kiruna Medle Piteå Rönnskär Alfredshem Sundsvall Nyland Teg Wifsta/Östrand Ytterån/Waplan Alfta Ljusne Ludvika Mora Morgårdshammar Strömsbro Fagersta Arboga Sturehov Westmannia Västerås IK Västerås SK Deje Forshaga Munkfors Viking Skived Trollhättan Almtuna Brynäs Vesta AIK, Atlas Copco, Hagalund, IFK Stockholm og Nacka Star Mariefred Katrineholm Åker Derby Hultsfred Norrahammar Tranås Vättersnäs Åseda Alvesta Diö Troja Kalmar Malmö Värnamo |
| Forshaga IF               | Forshaga         | Nr. 2 i Division II Vest B                  | Clemensnäs Luleå Kiruna Medle Piteå Rönnskär Alfredshem Sundsvall Nyland Teg Wifsta/Östrand Ytterån/Waplan Alfta Ljusne Ludvika Mora Morgårdshammar Strömsbro Fagersta Arboga Sturehov Westmannia Västerås IK Västerås SK Deje Forshaga Munkfors Viking Skived Trollhättan Almtuna Brynäs Vesta AIK, Atlas Copco, Hagalund, IFK Stockholm og Nacka Star Mariefred Katrineholm Åker Derby Hultsfred Norrahammar Tranås Vättersnäs Åseda Alvesta Diö Troja Kalmar Malmö Värnamo |
| IFK Munkfors              | Munkfors         | Nr. 1 i Division II Vest B                  | Clemensnäs Luleå Kiruna Medle Piteå Rönnskär Alfredshem Sundsvall Nyland Teg Wifsta/Östrand Ytterån/Waplan Alfta Ljusne Ludvika Mora Morgårdshammar Strömsbro Fagersta Arboga Sturehov Westmannia Västerås IK Västerås SK Deje Forshaga Munkfors Viking Skived Trollhättan Almtuna Brynäs Vesta AIK, Atlas Copco, Hagalund, IFK Stockholm og Nacka Star Mariefred Katrineholm Åker Derby Hultsfred Norrahammar Tranås Vättersnäs Åseda Alvesta Diö Troja Kalmar Malmö Värnamo |
| IFK Trollhättan           | Trollhättan      | Nr. 1 i Division III Vestsvenske Søndre     | Clemensnäs Luleå Kiruna Medle Piteå Rönnskär Alfredshem Sundsvall Nyland Teg Wifsta/Östrand Ytterån/Waplan Alfta Ljusne Ludvika Mora Morgårdshammar Strömsbro Fagersta Arboga Sturehov Westmannia Västerås IK Västerås SK Deje Forshaga Munkfors Viking Skived Trollhättan Almtuna Brynäs Vesta AIK, Atlas Copco, Hagalund, IFK Stockholm og Nacka Star Mariefred Katrineholm Åker Derby Hultsfred Norrahammar Tranås Vättersnäs Åseda Alvesta Diö Troja Kalmar Malmö Värnamo |
| IK Viking                 | Hagfors          | Nr. 3 i Division II Vest B                  | Clemensnäs Luleå Kiruna Medle Piteå Rönnskär Alfredshem Sundsvall Nyland Teg Wifsta/Östrand Ytterån/Waplan Alfta Ljusne Ludvika Mora Morgårdshammar Strömsbro Fagersta Arboga Sturehov Westmannia Västerås IK Västerås SK Deje Forshaga Munkfors Viking Skived Trollhättan Almtuna Brynäs Vesta AIK, Atlas Copco, Hagalund, IFK Stockholm og Nacka Star Mariefred Katrineholm Åker Derby Hultsfred Norrahammar Tranås Vättersnäs Åseda Alvesta Diö Troja Kalmar Malmö Värnamo |
| Skiveds IF                | Forshaga         | Nr. 4 i Division II Vest B                  | Clemensnäs Luleå Kiruna Medle Piteå Rönnskär Alfredshem Sundsvall Nyland Teg Wifsta/Östrand Ytterån/Waplan Alfta Ljusne Ludvika Mora Morgårdshammar Strömsbro Fagersta Arboga Sturehov Westmannia Västerås IK Västerås SK Deje Forshaga Munkfors Viking Skived Trollhättan Almtuna Brynäs Vesta AIK, Atlas Copco, Hagalund, IFK Stockholm og Nacka Star Mariefred Katrineholm Åker Derby Hultsfred Norrahammar Tranås Vättersnäs Åseda Alvesta Diö Troja Kalmar Malmö Värnamo |
| Division II Øst A         |                  |                                             | Clemensnäs Luleå Kiruna Medle Piteå Rönnskär Alfredshem Sundsvall Nyland Teg Wifsta/Östrand Ytterån/Waplan Alfta Ljusne Ludvika Mora Morgårdshammar Strömsbro Fagersta Arboga Sturehov Westmannia Västerås IK Västerås SK Deje Forshaga Munkfors Viking Skived Trollhättan Almtuna Brynäs Vesta AIK, Atlas Copco, Hagalund, IFK Stockholm og Nacka Star Mariefred Katrineholm Åker Derby Hultsfred Norrahammar Tranås Vättersnäs Åseda Alvesta Diö Troja Kalmar Malmö Värnamo |
| AIK                       | Stockholm        | Nr. 6 i Division I Nord                     | Clemensnäs Luleå Kiruna Medle Piteå Rönnskär Alfredshem Sundsvall Nyland Teg Wifsta/Östrand Ytterån/Waplan Alfta Ljusne Ludvika Mora Morgårdshammar Strömsbro Fagersta Arboga Sturehov Westmannia Västerås IK Västerås SK Deje Forshaga Munkfors Viking Skived Trollhättan Almtuna Brynäs Vesta AIK, Atlas Copco, Hagalund, IFK Stockholm og Nacka Star Mariefred Katrineholm Åker Derby Hultsfred Norrahammar Tranås Vättersnäs Åseda Alvesta Diö Troja Kalmar Malmö Värnamo |
| Almtuna IS                | Uppsala          | Nr. 2 i Division II Øst                     | Clemensnäs Luleå Kiruna Medle Piteå Rönnskär Alfredshem Sundsvall Nyland Teg Wifsta/Östrand Ytterån/Waplan Alfta Ljusne Ludvika Mora Morgårdshammar Strömsbro Fagersta Arboga Sturehov Westmannia Västerås IK Västerås SK Deje Forshaga Munkfors Viking Skived Trollhättan Almtuna Brynäs Vesta AIK, Atlas Copco, Hagalund, IFK Stockholm og Nacka Star Mariefred Katrineholm Åker Derby Hultsfred Norrahammar Tranås Vättersnäs Åseda Alvesta Diö Troja Kalmar Malmö Värnamo |
| Atlas Copco IF            | Stockholm        | Nr. 4 i Division II Øst                     | Clemensnäs Luleå Kiruna Medle Piteå Rönnskär Alfredshem Sundsvall Nyland Teg Wifsta/Östrand Ytterån/Waplan Alfta Ljusne Ludvika Mora Morgårdshammar Strömsbro Fagersta Arboga Sturehov Westmannia Västerås IK Västerås SK Deje Forshaga Munkfors Viking Skived Trollhättan Almtuna Brynäs Vesta AIK, Atlas Copco, Hagalund, IFK Stockholm og Nacka Star Mariefred Katrineholm Åker Derby Hultsfred Norrahammar Tranås Vättersnäs Åseda Alvesta Diö Troja Kalmar Malmö Värnamo |
| Brynäs IF                 | Gävle            | Nr. 5 i Division I Nord                     | Clemensnäs Luleå Kiruna Medle Piteå Rönnskär Alfredshem Sundsvall Nyland Teg Wifsta/Östrand Ytterån/Waplan Alfta Ljusne Ludvika Mora Morgårdshammar Strömsbro Fagersta Arboga Sturehov Westmannia Västerås IK Västerås SK Deje Forshaga Munkfors Viking Skived Trollhättan Almtuna Brynäs Vesta AIK, Atlas Copco, Hagalund, IFK Stockholm og Nacka Star Mariefred Katrineholm Åker Derby Hultsfred Norrahammar Tranås Vättersnäs Åseda Alvesta Diö Troja Kalmar Malmö Värnamo |
| IF Vesta                  | Uppsala          | Nr. 1 i Division III Østsvenske Nordre      | Clemensnäs Luleå Kiruna Medle Piteå Rönnskär Alfredshem Sundsvall Nyland Teg Wifsta/Östrand Ytterån/Waplan Alfta Ljusne Ludvika Mora Morgårdshammar Strömsbro Fagersta Arboga Sturehov Westmannia Västerås IK Västerås SK Deje Forshaga Munkfors Viking Skived Trollhättan Almtuna Brynäs Vesta AIK, Atlas Copco, Hagalund, IFK Stockholm og Nacka Star Mariefred Katrineholm Åker Derby Hultsfred Norrahammar Tranås Vättersnäs Åseda Alvesta Diö Troja Kalmar Malmö Värnamo |
| Nacka SK                  | Stockholm        | Nr. 3 i Division II Øst                     | Clemensnäs Luleå Kiruna Medle Piteå Rönnskär Alfredshem Sundsvall Nyland Teg Wifsta/Östrand Ytterån/Waplan Alfta Ljusne Ludvika Mora Morgårdshammar Strömsbro Fagersta Arboga Sturehov Westmannia Västerås IK Västerås SK Deje Forshaga Munkfors Viking Skived Trollhättan Almtuna Brynäs Vesta AIK, Atlas Copco, Hagalund, IFK Stockholm og Nacka Star Mariefred Katrineholm Åker Derby Hultsfred Norrahammar Tranås Vättersnäs Åseda Alvesta Diö Troja Kalmar Malmö Värnamo |
| Division II Øst B         |                  |                                             | Clemensnäs Luleå Kiruna Medle Piteå Rönnskär Alfredshem Sundsvall Nyland Teg Wifsta/Östrand Ytterån/Waplan Alfta Ljusne Ludvika Mora Morgårdshammar Strömsbro Fagersta Arboga Sturehov Westmannia Västerås IK Västerås SK Deje Forshaga Munkfors Viking Skived Trollhättan Almtuna Brynäs Vesta AIK, Atlas Copco, Hagalund, IFK Stockholm og Nacka Star Mariefred Katrineholm Åker Derby Hultsfred Norrahammar Tranås Vättersnäs Åseda Alvesta Diö Troja Kalmar Malmö Värnamo |
| BK Star                   | Södertälje       | Nr. 1 i Division III Østsvenske Søndre      | Clemensnäs Luleå Kiruna Medle Piteå Rönnskär Alfredshem Sundsvall Nyland Teg Wifsta/Östrand Ytterån/Waplan Alfta Ljusne Ludvika Mora Morgårdshammar Strömsbro Fagersta Arboga Sturehov Westmannia Västerås IK Västerås SK Deje Forshaga Munkfors Viking Skived Trollhättan Almtuna Brynäs Vesta AIK, Atlas Copco, Hagalund, IFK Stockholm og Nacka Star Mariefred Katrineholm Åker Derby Hultsfred Norrahammar Tranås Vättersnäs Åseda Alvesta Diö Troja Kalmar Malmö Värnamo |
| Hagalunds IS              | Stockholm        | Nr. 1 i Division III Østsvenske Østre       | Clemensnäs Luleå Kiruna Medle Piteå Rönnskär Alfredshem Sundsvall Nyland Teg Wifsta/Östrand Ytterån/Waplan Alfta Ljusne Ludvika Mora Morgårdshammar Strömsbro Fagersta Arboga Sturehov Westmannia Västerås IK Västerås SK Deje Forshaga Munkfors Viking Skived Trollhättan Almtuna Brynäs Vesta AIK, Atlas Copco, Hagalund, IFK Stockholm og Nacka Star Mariefred Katrineholm Åker Derby Hultsfred Norrahammar Tranås Vättersnäs Åseda Alvesta Diö Troja Kalmar Malmö Värnamo |
| IFK Mariefred             | Mariefred        | Nr. 1 i Division III Mellemsvenske Nordre   | Clemensnäs Luleå Kiruna Medle Piteå Rönnskär Alfredshem Sundsvall Nyland Teg Wifsta/Östrand Ytterån/Waplan Alfta Ljusne Ludvika Mora Morgårdshammar Strömsbro Fagersta Arboga Sturehov Westmannia Västerås IK Västerås SK Deje Forshaga Munkfors Viking Skived Trollhättan Almtuna Brynäs Vesta AIK, Atlas Copco, Hagalund, IFK Stockholm og Nacka Star Mariefred Katrineholm Åker Derby Hultsfred Norrahammar Tranås Vättersnäs Åseda Alvesta Diö Troja Kalmar Malmö Värnamo |
| IFK Stockholm             | Stockholm        | Nr. 6 i Division I Syd                      | Clemensnäs Luleå Kiruna Medle Piteå Rönnskär Alfredshem Sundsvall Nyland Teg Wifsta/Östrand Ytterån/Waplan Alfta Ljusne Ludvika Mora Morgårdshammar Strömsbro Fagersta Arboga Sturehov Westmannia Västerås IK Västerås SK Deje Forshaga Munkfors Viking Skived Trollhättan Almtuna Brynäs Vesta AIK, Atlas Copco, Hagalund, IFK Stockholm og Nacka Star Mariefred Katrineholm Åker Derby Hultsfred Norrahammar Tranås Vättersnäs Åseda Alvesta Diö Troja Kalmar Malmö Värnamo |
| Katrineholms AIK          | Katrineholm      | Nr. 2 i Division III Mellemsvenske Nordre   | Clemensnäs Luleå Kiruna Medle Piteå Rönnskär Alfredshem Sundsvall Nyland Teg Wifsta/Östrand Ytterån/Waplan Alfta Ljusne Ludvika Mora Morgårdshammar Strömsbro Fagersta Arboga Sturehov Westmannia Västerås IK Västerås SK Deje Forshaga Munkfors Viking Skived Trollhättan Almtuna Brynäs Vesta AIK, Atlas Copco, Hagalund, IFK Stockholm og Nacka Star Mariefred Katrineholm Åker Derby Hultsfred Norrahammar Tranås Vättersnäs Åseda Alvesta Diö Troja Kalmar Malmö Värnamo |
| Åkers IF                  | Åkers styckebruk | Nr. 2 i Division II Syd A                   | Clemensnäs Luleå Kiruna Medle Piteå Rönnskär Alfredshem Sundsvall Nyland Teg Wifsta/Östrand Ytterån/Waplan Alfta Ljusne Ludvika Mora Morgårdshammar Strömsbro Fagersta Arboga Sturehov Westmannia Västerås IK Västerås SK Deje Forshaga Munkfors Viking Skived Trollhättan Almtuna Brynäs Vesta AIK, Atlas Copco, Hagalund, IFK Stockholm og Nacka Star Mariefred Katrineholm Åker Derby Hultsfred Norrahammar Tranås Vättersnäs Åseda Alvesta Diö Troja Kalmar Malmö Värnamo |
| Division II Syd A         |                  |                                             | Clemensnäs Luleå Kiruna Medle Piteå Rönnskär Alfredshem Sundsvall Nyland Teg Wifsta/Östrand Ytterån/Waplan Alfta Ljusne Ludvika Mora Morgårdshammar Strömsbro Fagersta Arboga Sturehov Westmannia Västerås IK Västerås SK Deje Forshaga Munkfors Viking Skived Trollhättan Almtuna Brynäs Vesta AIK, Atlas Copco, Hagalund, IFK Stockholm og Nacka Star Mariefred Katrineholm Åker Derby Hultsfred Norrahammar Tranås Vättersnäs Åseda Alvesta Diö Troja Kalmar Malmö Värnamo |
| BK Derby                  | Linköping        | Nr. 3 i Division II Syd A                   | Clemensnäs Luleå Kiruna Medle Piteå Rönnskär Alfredshem Sundsvall Nyland Teg Wifsta/Östrand Ytterån/Waplan Alfta Ljusne Ludvika Mora Morgårdshammar Strömsbro Fagersta Arboga Sturehov Westmannia Västerås IK Västerås SK Deje Forshaga Munkfors Viking Skived Trollhättan Almtuna Brynäs Vesta AIK, Atlas Copco, Hagalund, IFK Stockholm og Nacka Star Mariefred Katrineholm Åker Derby Hultsfred Norrahammar Tranås Vättersnäs Åseda Alvesta Diö Troja Kalmar Malmö Värnamo |
| Hultsfreds AIK            | Hultsfred        | Nr. 2 i Division II Syd B                   | Clemensnäs Luleå Kiruna Medle Piteå Rönnskär Alfredshem Sundsvall Nyland Teg Wifsta/Östrand Ytterån/Waplan Alfta Ljusne Ludvika Mora Morgårdshammar Strömsbro Fagersta Arboga Sturehov Westmannia Västerås IK Västerås SK Deje Forshaga Munkfors Viking Skived Trollhättan Almtuna Brynäs Vesta AIK, Atlas Copco, Hagalund, IFK Stockholm og Nacka Star Mariefred Katrineholm Åker Derby Hultsfred Norrahammar Tranås Vättersnäs Åseda Alvesta Diö Troja Kalmar Malmö Värnamo |
| Norrahammars GIS          | Norrahammar      | Nr. 1 i Division III Mellemsvenske Østre    | Clemensnäs Luleå Kiruna Medle Piteå Rönnskär Alfredshem Sundsvall Nyland Teg Wifsta/Östrand Ytterån/Waplan Alfta Ljusne Ludvika Mora Morgårdshammar Strömsbro Fagersta Arboga Sturehov Westmannia Västerås IK Västerås SK Deje Forshaga Munkfors Viking Skived Trollhättan Almtuna Brynäs Vesta AIK, Atlas Copco, Hagalund, IFK Stockholm og Nacka Star Mariefred Katrineholm Åker Derby Hultsfred Norrahammar Tranås Vättersnäs Åseda Alvesta Diö Troja Kalmar Malmö Värnamo |
| Tranås AIF                | Tranås           | Nr. 4 i Division II Syd A                   | Clemensnäs Luleå Kiruna Medle Piteå Rönnskär Alfredshem Sundsvall Nyland Teg Wifsta/Östrand Ytterån/Waplan Alfta Ljusne Ludvika Mora Morgårdshammar Strömsbro Fagersta Arboga Sturehov Westmannia Västerås IK Västerås SK Deje Forshaga Munkfors Viking Skived Trollhättan Almtuna Brynäs Vesta AIK, Atlas Copco, Hagalund, IFK Stockholm og Nacka Star Mariefred Katrineholm Åker Derby Hultsfred Norrahammar Tranås Vättersnäs Åseda Alvesta Diö Troja Kalmar Malmö Värnamo |
| Vättersnäs IF             | Jönköping        | Nr. 2 i Division III Mellemsvenske Østre    | Clemensnäs Luleå Kiruna Medle Piteå Rönnskär Alfredshem Sundsvall Nyland Teg Wifsta/Östrand Ytterån/Waplan Alfta Ljusne Ludvika Mora Morgårdshammar Strömsbro Fagersta Arboga Sturehov Westmannia Västerås IK Västerås SK Deje Forshaga Munkfors Viking Skived Trollhättan Almtuna Brynäs Vesta AIK, Atlas Copco, Hagalund, IFK Stockholm og Nacka Star Mariefred Katrineholm Åker Derby Hultsfred Norrahammar Tranås Vättersnäs Åseda Alvesta Diö Troja Kalmar Malmö Värnamo |
| Åseda IF                  | Åseda            | Nr. 2 i Division III Mellemsvenske Mellem   | Clemensnäs Luleå Kiruna Medle Piteå Rönnskär Alfredshem Sundsvall Nyland Teg Wifsta/Östrand Ytterån/Waplan Alfta Ljusne Ludvika Mora Morgårdshammar Strömsbro Fagersta Arboga Sturehov Westmannia Västerås IK Västerås SK Deje Forshaga Munkfors Viking Skived Trollhättan Almtuna Brynäs Vesta AIK, Atlas Copco, Hagalund, IFK Stockholm og Nacka Star Mariefred Katrineholm Åker Derby Hultsfred Norrahammar Tranås Vättersnäs Åseda Alvesta Diö Troja Kalmar Malmö Värnamo |
| Division II Syd B         |                  |                                             | Clemensnäs Luleå Kiruna Medle Piteå Rönnskär Alfredshem Sundsvall Nyland Teg Wifsta/Östrand Ytterån/Waplan Alfta Ljusne Ludvika Mora Morgårdshammar Strömsbro Fagersta Arboga Sturehov Westmannia Västerås IK Västerås SK Deje Forshaga Munkfors Viking Skived Trollhättan Almtuna Brynäs Vesta AIK, Atlas Copco, Hagalund, IFK Stockholm og Nacka Star Mariefred Katrineholm Åker Derby Hultsfred Norrahammar Tranås Vättersnäs Åseda Alvesta Diö Troja Kalmar Malmö Värnamo |
| Alvesta SK                | Alvesta          | Nr. 3 i Division II Syd B                   | Clemensnäs Luleå Kiruna Medle Piteå Rönnskär Alfredshem Sundsvall Nyland Teg Wifsta/Östrand Ytterån/Waplan Alfta Ljusne Ludvika Mora Morgårdshammar Strömsbro Fagersta Arboga Sturehov Westmannia Västerås IK Västerås SK Deje Forshaga Munkfors Viking Skived Trollhättan Almtuna Brynäs Vesta AIK, Atlas Copco, Hagalund, IFK Stockholm og Nacka Star Mariefred Katrineholm Åker Derby Hultsfred Norrahammar Tranås Vättersnäs Åseda Alvesta Diö Troja Kalmar Malmö Värnamo |
| Diö GoIF                  | Diö              | Nr. 4 i Division II Syd B                   | Clemensnäs Luleå Kiruna Medle Piteå Rönnskär Alfredshem Sundsvall Nyland Teg Wifsta/Östrand Ytterån/Waplan Alfta Ljusne Ludvika Mora Morgårdshammar Strömsbro Fagersta Arboga Sturehov Westmannia Västerås IK Västerås SK Deje Forshaga Munkfors Viking Skived Trollhättan Almtuna Brynäs Vesta AIK, Atlas Copco, Hagalund, IFK Stockholm og Nacka Star Mariefred Katrineholm Åker Derby Hultsfred Norrahammar Tranås Vättersnäs Åseda Alvesta Diö Troja Kalmar Malmö Värnamo |
| IF Troja                  | Ljungby          | Nr. 1 i Division II Syd B                   | Clemensnäs Luleå Kiruna Medle Piteå Rönnskär Alfredshem Sundsvall Nyland Teg Wifsta/Östrand Ytterån/Waplan Alfta Ljusne Ludvika Mora Morgårdshammar Strömsbro Fagersta Arboga Sturehov Westmannia Västerås IK Västerås SK Deje Forshaga Munkfors Viking Skived Trollhättan Almtuna Brynäs Vesta AIK, Atlas Copco, Hagalund, IFK Stockholm og Nacka Star Mariefred Katrineholm Åker Derby Hultsfred Norrahammar Tranås Vättersnäs Åseda Alvesta Diö Troja Kalmar Malmö Värnamo |
| Kalmar FF                 | Kalmar           | Nr. 1 i Division III Mellemsvenske Mellem   | Clemensnäs Luleå Kiruna Medle Piteå Rönnskär Alfredshem Sundsvall Nyland Teg Wifsta/Östrand Ytterån/Waplan Alfta Ljusne Ludvika Mora Morgårdshammar Strömsbro Fagersta Arboga Sturehov Westmannia Västerås IK Västerås SK Deje Forshaga Munkfors Viking Skived Trollhättan Almtuna Brynäs Vesta AIK, Atlas Copco, Hagalund, IFK Stockholm og Nacka Star Mariefred Katrineholm Åker Derby Hultsfred Norrahammar Tranås Vättersnäs Åseda Alvesta Diö Troja Kalmar Malmö Värnamo |
| Malmö FF                  | Malmö            | Nr. 1 i Division III Mellemsvenske Søndre   | Clemensnäs Luleå Kiruna Medle Piteå Rönnskär Alfredshem Sundsvall Nyland Teg Wifsta/Östrand Ytterån/Waplan Alfta Ljusne Ludvika Mora Morgårdshammar Strömsbro Fagersta Arboga Sturehov Westmannia Västerås IK Västerås SK Deje Forshaga Munkfors Viking Skived Trollhättan Almtuna Brynäs Vesta AIK, Atlas Copco, Hagalund, IFK Stockholm og Nacka Star Mariefred Katrineholm Åker Derby Hultsfred Norrahammar Tranås Vättersnäs Åseda Alvesta Diö Troja Kalmar Malmö Värnamo |
| Värnamo GoIK              | Värnamo          | Nr. 2 i Division III Mellemsvenske Søndre   | Clemensnäs Luleå Kiruna Medle Piteå Rönnskär Alfredshem Sundsvall Nyland Teg Wifsta/Östrand Ytterån/Waplan Alfta Ljusne Ludvika Mora Morgårdshammar Strömsbro Fagersta Arboga Sturehov Westmannia Västerås IK Västerås SK Deje Forshaga Munkfors Viking Skived Trollhättan Almtuna Brynäs Vesta AIK, Atlas Copco, Hagalund, IFK Stockholm og Nacka Star Mariefred Katrineholm Åker Derby Hultsfred Norrahammar Tranås Vättersnäs Åseda Alvesta Diö Troja Kalmar Malmö Värnamo |

## Nord

### Division II Norrland Nord
| \| Nr \| Hold \| K \| V \| U \| T \| Mf \| \| Mi \| +/- \| P \| \| -- \| ----------------- \| -- \| - \| - \| - \| -- \| - \| -- \| --- \| ------------------------------------ \| \| 1 \| Clemensnäs IF (O) \| 10 \| 8 \| 1 \| 1 \| 66 \| – \| 20 \| +46 \| 17Playoff \| \| 2 \| Rönnskärs IF \| 10 \| 7 \| 1 \| 2 \| 62 \| – \| 34 \| +28 \| 15 \| \| 3 \| IFK Luleå (O) \| 10 \| 5 \| 0 \| 5 \| 45 \| – \| 51 \| −6 \| 10 \| \| 4 \| IFK Kiruna (O) \| 10 \| 4 \| 0 \| 6 \| 50 \| – \| 54 \| −4 \| 8 \| \| 5 \| Medle SK (O) \| 10 \| 4 \| 0 \| 6 \| 50 \| – \| 75 \| −25 \| 8Nedrykning til Division III 1956-57 \| \| 6 \| Piteå IF (O) \| 10 \| 1 \| 0 \| 9 \| 25 \| – \| 64 \| −39 \| 2Nedrykning til Division III 1956-57 \| K: Kampe spillet, V: Vundne kampe, U: Uafgjorte kampe, T: Tabte kampe, Mf: Mål for, Mi: Mål imod, +/-: Måldifference, P: Point |                   |    |   |   |   |    |   |    |     |                                      |
| Nr | Hold              | K  | V | U | T | Mf |   | Mi | +/- | P                                    |
| 1 | Clemensnäs IF (O) | 10 | 8 | 1 | 1 | 66 | – | 20 | +46 | 17Playoff                            |
| 2 | Rönnskärs IF      | 10 | 7 | 1 | 2 | 62 | – | 34 | +28 | 15                                   |
| 3 | IFK Luleå (O)     | 10 | 5 | 0 | 5 | 45 | – | 51 | −6  | 10                                   |
| 4 | IFK Kiruna (O)    | 10 | 4 | 0 | 6 | 50 | – | 54 | −4  | 8                                    |
| 5 | Medle SK (O)      | 10 | 4 | 0 | 6 | 50 | – | 75 | −25 | 8Nedrykning til Division III 1956-57 |
| 6 | Piteå IF (O)      | 10 | 1 | 0 | 9 | 25 | – | 64 | −39 | 2Nedrykning til Division III 1956-57 |

### Division II Norrland Syd
| \| Nr \| Hold \| K \| V \| U \| T \| Mf \| \| Mi \| +/- \| P \| \| -- \| --------------------- \| -- \| - \| - \| - \| -- \| - \| -- \| --- \| ------------------------------------ \| \| 1 \| Wifsta/Östrands IF \| 10 \| 9 \| 0 \| 1 \| 72 \| – \| 14 \| +58 \| 18Playoff \| \| 2 \| IFK Nyland \| 10 \| 5 \| 2 \| 3 \| 39 \| – \| 45 \| −6 \| 12 \| \| 3 \| Tegs SK \| 10 \| 6 \| 0 \| 4 \| 34 \| – \| 44 \| −10 \| 12 \| \| 4 \| Alfredshems IK (O) \| 10 \| 4 \| 1 \| 5 \| 35 \| – \| 34 \| +1 \| 9 \| \| 5 \| Ytterån/Waplan SK (O) \| 10 \| 2 \| 1 \| 7 \| 30 \| – \| 45 \| −15 \| 5 \| \| 6 \| GIF Sundsvall (O) \| 10 \| 1 \| 2 \| 7 \| 29 \| – \| 57 \| −28 \| 4Nedrykning til Division III 1956-57 \| K: Kampe spillet, V: Vundne kampe, U: Uafgjorte kampe, T: Tabte kampe, Mf: Mål for, Mi: Mål imod, +/-: Måldifference, P: Point |                       |    |   |   |   |    |   |    |     |                                      |
| Nr | Hold                  | K  | V | U | T | Mf |   | Mi | +/- | P                                    |
| 1 | Wifsta/Östrands IF    | 10 | 9 | 0 | 1 | 72 | – | 14 | +58 | 18Playoff                            |
| 2 | IFK Nyland            | 10 | 5 | 2 | 3 | 39 | – | 45 | −6  | 12                                   |
| 3 | Tegs SK               | 10 | 6 | 0 | 4 | 34 | – | 44 | −10 | 12                                   |
| 4 | Alfredshems IK (O)    | 10 | 4 | 1 | 5 | 35 | – | 34 | +1  | 9                                    |
| 5 | Ytterån/Waplan SK (O) | 10 | 2 | 1 | 7 | 30 | – | 45 | −15 | 5                                    |
| 6 | GIF Sundsvall (O)     | 10 | 1 | 2 | 7 | 29 | – | 57 | −28 | 4Nedrykning til Division III 1956-57 |

### Division II Nord
| \| Nr \| Hold \| K \| V \| U \| T \| Mf \| \| Mi \| +/- \| P \| \| -- \| ---------------------- \| -- \| - \| - \| - \| -- \| - \| -- \| --- \| ------------------------------------ \| \| 1 \| Mora IK \| 10 \| 9 \| 0 \| 1 \| 65 \| – \| 26 \| +39 \| 18Gruppefinale \| \| 2 \| Ljusne AIK \| 10 \| 6 \| 1 \| 3 \| 37 \| – \| 30 \| +7 \| 13 \| \| 3 \| Morgårdshammars IF (O) \| 10 \| 6 \| 0 \| 4 \| 78 \| – \| 36 \| +42 \| 12 \| \| 4 \| Alfta GIF (O) \| 10 \| 3 \| 0 \| 7 \| 31 \| – \| 49 \| −18 \| 6 \| \| 5 \| Strömsbro IF \| 10 \| 2 \| 1 \| 7 \| 30 \| – \| 45 \| −15 \| 5 \| \| 6 \| Ludvika FFI \| 10 \| 2 \| 1 \| 7 \| 33 \| – \| 63 \| −30 \| 5Nedrykning til Division III 1956-57 \| K: Kampe spillet, V: Vundne kampe, U: Uafgjorte kampe, T: Tabte kampe, Mf: Mål for, Mi: Mål imod, +/-: Måldifference, P: Point |                        |    |   |   |   |    |   |    |     |                                      |
| Nr | Hold                   | K  | V | U | T | Mf |   | Mi | +/- | P                                    |
| 1 | Mora IK                | 10 | 9 | 0 | 1 | 65 | – | 26 | +39 | 18Gruppefinale                       |
| 2 | Ljusne AIK             | 10 | 6 | 1 | 3 | 37 | – | 30 | +7  | 13                                   |
| 3 | Morgårdshammars IF (O) | 10 | 6 | 0 | 4 | 78 | – | 36 | +42 | 12                                   |
| 4 | Alfta GIF (O)          | 10 | 3 | 0 | 7 | 31 | – | 49 | −18 | 6                                    |
| 5 | Strömsbro IF           | 10 | 2 | 1 | 7 | 30 | – | 45 | −15 | 5                                    |
| 6 | Ludvika FFI            | 10 | 2 | 1 | 7 | 33 | – | 63 | −30 | 5Nedrykning til Division III 1956-57 |

### Playoff
Playoff i nord-regionen havde deltagelse af de tre puljevindere, der spillede om én oprykningsplads til Division I og én plads i de interregionale oprykningskampe. Playoff var inddelt i to runder, hvor de to puljevindere i Norrlands-puljerne først spillede et opgør om en plads i finalen, hvor vinderen af første runde mødte vinderen af Division II Nord. Begge opgør blev spillet bedst af to kampe (hjemme og ude), hvor summen af de to resultater gjaldt som det samlede resultat.

#### Første runde
I første runde mødtes vinderne af Division II Norrland Nord, Clemensnäs IF, og Division II Norrland Syd, Wifsta/Östrands IF. Opgøret blev vundet af Wifsta/Östrands IF med et samlet resultat på 14–6 over to kampe, og dermed gik klubben videre til gruppefinalen.
| Kamp | Hold                               | Res. |
| ---- | ---------------------------------- | ---- |
| 1    | Wifsta/Östrands IF - Clemensnäs IF | 10–2 |
| 2    | Clemensnäs IF - Wifsta/Östrands IF | 4–4  |

#### Gruppefinale
I gruppefinalen mødtes vinderen af første runde, Wifsta/Östrands IF, og vinderen af Division II Nord, Mora IK. Opgøret blev vundet af Mora IK med et samlet resultat på 15–10 over to kampe, og dermed sikrede Mora IK sig oprykning til Division I, mens Wifsta/Östrands IF gik videre til de interregionale oprykningskampe.
| Kamp | Hold                         | Res. |
| ---- | ---------------------------- | ---- |
| 1    | Wifsta/Östrands IF - Mora IK | 4–6  |
| 2    | Mora IK - Wifsta/Östrands IF | 9–6  |

## Øst

### Division II Øst A
| \| Nr \| Hold \| K \| V \| U \| T \| Mf \| \| Mi \| +/- \| P \| \| -- \| -------------- \| -- \| - \| - \| - \| -- \| - \| -- \| --- \| ------------------------------------ \| \| 1 \| Brynäs IF (N) \| 10 \| 9 \| 1 \| 0 \| 60 \| – \| 19 \| +41 \| 19Gruppefinale \| \| 2 \| AIK (N) \| 10 \| 8 \| 1 \| 1 \| 61 \| – \| 35 \| +26 \| 17 \| \| 3 \| Almtuna IS \| 10 \| 6 \| 0 \| 4 \| 49 \| – \| 47 \| +2 \| 12 \| \| 4 \| IF Vesta (O) \| 10 \| 3 \| 1 \| 6 \| 38 \| – \| 44 \| −6 \| 7 \| \| 5 \| Nacka SK \| 10 \| 2 \| 0 \| 8 \| 38 \| – \| 53 \| −15 \| 4 \| \| 6 \| Atlas Copco IF \| 10 \| 0 \| 1 \| 9 \| 22 \| – \| 70 \| −48 \| 1Nedrykning til Division III 1956-57 \| K: Kampe spillet, V: Vundne kampe, U: Uafgjorte kampe, T: Tabte kampe, Mf: Mål for, Mi: Mål imod, +/-: Måldifference, P: Point |                |    |   |   |   |    |   |    |     |                                      |
| Nr | Hold           | K  | V | U | T | Mf |   | Mi | +/- | P                                    |
| 1 | Brynäs IF (N)  | 10 | 9 | 1 | 0 | 60 | – | 19 | +41 | 19Gruppefinale                       |
| 2 | AIK (N)        | 10 | 8 | 1 | 1 | 61 | – | 35 | +26 | 17                                   |
| 3 | Almtuna IS     | 10 | 6 | 0 | 4 | 49 | – | 47 | +2  | 12                                   |
| 4 | IF Vesta (O)   | 10 | 3 | 1 | 6 | 38 | – | 44 | −6  | 7                                    |
| 5 | Nacka SK       | 10 | 2 | 0 | 8 | 38 | – | 53 | −15 | 4                                    |
| 6 | Atlas Copco IF | 10 | 0 | 1 | 9 | 22 | – | 70 | −48 | 1Nedrykning til Division III 1956-57 |

### Division II Øst B
| \| Nr \| Hold \| K \| V \| U \| T \| Mf \| \| Mi \| +/- \| P \| \| -- \| -------------------- \| -- \| - \| - \| - \| -- \| - \| -- \| --- \| ------------------------------------ \| \| 1 \| BK Star (O) \| 10 \| 8 \| 1 \| 1 \| 52 \| – \| 23 \| +29 \| 17Gruppefinale \| \| 2 \| Åkers IF \| 10 \| 7 \| 0 \| 3 \| 41 \| – \| 20 \| +21 \| 14 \| \| 3 \| Hagalund IS (O) \| 10 \| 6 \| 0 \| 4 \| 48 \| – \| 33 \| +15 \| 12 \| \| 4 \| IFK Stockholm (N) \| 10 \| 3 \| 2 \| 5 \| 26 \| – \| 35 \| −9 \| 8 \| \| 5 \| IFK Mariefred (O) \| 10 \| 2 \| 1 \| 7 \| 16 \| – \| 54 \| −38 \| 5Nedrykning til Division III 1956-57 \| \| 6 \| Katrineholms AIK (O) \| 10 \| 2 \| 0 \| 8 \| 21 \| – \| 39 \| −18 \| 4Nedrykning til Division III 1956-57 \| K: Kampe spillet, V: Vundne kampe, U: Uafgjorte kampe, T: Tabte kampe, Mf: Mål for, Mi: Mål imod, +/-: Måldifference, P: Point |                      |    |   |   |   |    |   |    |     |                                      |
| Nr | Hold                 | K  | V | U | T | Mf |   | Mi | +/- | P                                    |
| 1 | BK Star (O)          | 10 | 8 | 1 | 1 | 52 | – | 23 | +29 | 17Gruppefinale                       |
| 2 | Åkers IF             | 10 | 7 | 0 | 3 | 41 | – | 20 | +21 | 14                                   |
| 3 | Hagalund IS (O)      | 10 | 6 | 0 | 4 | 48 | – | 33 | +15 | 12                                   |
| 4 | IFK Stockholm (N)    | 10 | 3 | 2 | 5 | 26 | – | 35 | −9  | 8                                    |
| 5 | IFK Mariefred (O)    | 10 | 2 | 1 | 7 | 16 | – | 54 | −38 | 5Nedrykning til Division III 1956-57 |
| 6 | Katrineholms AIK (O) | 10 | 2 | 0 | 8 | 21 | – | 39 | −18 | 4Nedrykning til Division III 1956-57 |

### Gruppefinale
De to puljevindere spillede i gruppefinalen om en oprykningsplads til Division I. Finalen blev afviklet over to kampe, hvor summen af de to resultater gjaldt som det samlede resultat. Brynäs IF sikrede sig oprykningspladsen med en samlet sejr på 12–5, mens BK Star som taber gik videre til de interregionale oprykningskampe.
| Kamp | Hold                | Res. |
| ---- | ------------------- | ---- |
| 1    | Brynäs IF - BK Star | 6–3  |
| 2    | BK Star - Brynäs IF | 2–6  |

## Vest og syd

### Division II Vest A
| \| Nr \| Hold \| K \| V \| U \| T \| Mf \| \| Mi \| +/- \| P \| \| -- \| ----------------- \| -- \| - \| - \| -- \| -- \| - \| -- \| --- \| ------------------------------------ \| \| 1 \| Västerås IK (N) \| 10 \| 8 \| 2 \| 0 \| 69 \| – \| 25 \| +44 \| 18Gruppefinale \| \| 2 \| IK Westmannia (O) \| 10 \| 5 \| 3 \| 2 \| 47 \| – \| 28 \| +19 \| 13 \| \| 3 \| IFK Arboga \| 10 \| 5 \| 1 \| 4 \| 45 \| – \| 57 \| −12 \| 11 \| \| 4 \| IK Sturehov \| 10 \| 5 \| 0 \| 5 \| 39 \| – \| 32 \| +7 \| 10 \| \| 5 \| Västerås SK \| 10 \| 4 \| 0 \| 6 \| 37 \| – \| 62 \| −25 \| 8Nedrykning til Division III 1956-57 \| \| 6 \| Fagersta AIK (O) \| 10 \| 0 \| 0 \| 10 \| 23 \| – \| 56 \| −33 \| 0Nedrykning til Division III 1956-57 \| K: Kampe spillet, V: Vundne kampe, U: Uafgjorte kampe, T: Tabte kampe, Mf: Mål for, Mi: Mål imod, +/-: Måldifference, P: Point |                   |    |   |   |    |    |   |    |     |                                      |
| Nr | Hold              | K  | V | U | T  | Mf |   | Mi | +/- | P                                    |
| 1 | Västerås IK (N)   | 10 | 8 | 2 | 0  | 69 | – | 25 | +44 | 18Gruppefinale                       |
| 2 | IK Westmannia (O) | 10 | 5 | 3 | 2  | 47 | – | 28 | +19 | 13                                   |
| 3 | IFK Arboga        | 10 | 5 | 1 | 4  | 45 | – | 57 | −12 | 11                                   |
| 4 | IK Sturehov       | 10 | 5 | 0 | 5  | 39 | – | 32 | +7  | 10                                   |
| 5 | Västerås SK       | 10 | 4 | 0 | 6  | 37 | – | 62 | −25 | 8Nedrykning til Division III 1956-57 |
| 6 | Fagersta AIK (O)  | 10 | 0 | 0 | 10 | 23 | – | 56 | −33 | 0Nedrykning til Division III 1956-57 |

### Division II Vest B
| \| Nr \| Hold \| K \| V \| U \| T \| Mf \| \| Mi \| +/- \| P \| \| -- \| ------------------- \| -- \| - \| - \| -- \| -- \| - \| -- \| --- \| ------------------------------------ \| \| 1 \| Forshaga IF \| 10 \| 9 \| 0 \| 1 \| 63 \| – \| 31 \| +32 \| 18Gruppefinale \| \| 2 \| Skiveds IF \| 10 \| 7 \| 0 \| 3 \| 66 \| – \| 35 \| +31 \| 14 \| \| 3 \| IFK Munkfors \| 10 \| 6 \| 1 \| 3 \| 44 \| – \| 35 \| +9 \| 13 \| \| 4 \| IK Viking \| 10 \| 5 \| 1 \| 4 \| 63 \| – \| 38 \| +25 \| 11 \| \| 5 \| IFK Trollhättan (O) \| 10 \| 2 \| 0 \| 8 \| 43 \| – \| 65 \| −22 \| 4Nedrykning til Division III 1956-57 \| \| 6 \| Deje IK (O) \| 10 \| 0 \| 0 \| 10 \| 21 \| – \| 96 \| −75 \| 0Nedrykning til Division III 1956-57 \| K: Kampe spillet, V: Vundne kampe, U: Uafgjorte kampe, T: Tabte kampe, Mf: Mål for, Mi: Mål imod, +/-: Måldifference, P: Point |                     |    |   |   |    |    |   |    |     |                                      |
| Nr | Hold                | K  | V | U | T  | Mf |   | Mi | +/- | P                                    |
| 1 | Forshaga IF         | 10 | 9 | 0 | 1  | 63 | – | 31 | +32 | 18Gruppefinale                       |
| 2 | Skiveds IF          | 10 | 7 | 0 | 3  | 66 | – | 35 | +31 | 14                                   |
| 3 | IFK Munkfors        | 10 | 6 | 1 | 3  | 44 | – | 35 | +9  | 13                                   |
| 4 | IK Viking           | 10 | 5 | 1 | 4  | 63 | – | 38 | +25 | 11                                   |
| 5 | IFK Trollhättan (O) | 10 | 2 | 0 | 8  | 43 | – | 65 | −22 | 4Nedrykning til Division III 1956-57 |
| 6 | Deje IK (O)         | 10 | 0 | 0 | 10 | 21 | – | 96 | −75 | 0Nedrykning til Division III 1956-57 |

### Division II Syd A
| \| Nr \| Hold \| K \| V \| U \| T \| Mf \| \| Mi \| +/- \| P \| \| -- \| -------------------- \| -- \| - \| - \| -- \| -- \| - \| -- \| --- \| ------------------------------------ \| \| 1 \| Tranås AIF \| 10 \| 8 \| 0 \| 2 \| 57 \| – \| 30 \| +27 \| 16Gruppefinale \| \| 2 \| BK Derby \| 10 \| 7 \| 1 \| 2 \| 71 \| – \| 31 \| +40 \| 15 \| \| 3 \| Norrahammars GIS (O) \| 10 \| 6 \| 2 \| 2 \| 60 \| – \| 32 \| +28 \| 14 \| \| 4 \| Vättersnäs IF (O) \| 10 \| 5 \| 0 \| 5 \| 47 \| – \| 51 \| −4 \| 10 \| \| 5 \| Hultsfreds AIK \| 10 \| 2 \| 1 \| 7 \| 32 \| – \| 72 \| −40 \| 5Nedrykning til Division III 1956-57 \| \| 6 \| Åseda IF (O) \| 10 \| 0 \| 0 \| 10 \| 22 \| – \| 73 \| −51 \| 0Nedrykning til Division III 1956-57 \| K: Kampe spillet, V: Vundne kampe, U: Uafgjorte kampe, T: Tabte kampe, Mf: Mål for, Mi: Mål imod, +/-: Måldifference, P: Point |                      |    |   |   |    |    |   |    |     |                                      |
| Nr | Hold                 | K  | V | U | T  | Mf |   | Mi | +/- | P                                    |
| 1 | Tranås AIF           | 10 | 8 | 0 | 2  | 57 | – | 30 | +27 | 16Gruppefinale                       |
| 2 | BK Derby             | 10 | 7 | 1 | 2  | 71 | – | 31 | +40 | 15                                   |
| 3 | Norrahammars GIS (O) | 10 | 6 | 2 | 2  | 60 | – | 32 | +28 | 14                                   |
| 4 | Vättersnäs IF (O)    | 10 | 5 | 0 | 5  | 47 | – | 51 | −4  | 10                                   |
| 5 | Hultsfreds AIK       | 10 | 2 | 1 | 7  | 32 | – | 72 | −40 | 5Nedrykning til Division III 1956-57 |
| 6 | Åseda IF (O)         | 10 | 0 | 0 | 10 | 22 | – | 73 | −51 | 0Nedrykning til Division III 1956-57 |

### Division II Syd B
| \| Nr \| Hold \| K \| V \| U \| T \| Mf \| \| Mi \| +/- \| P \| \| -- \| --------------- \| -- \| - \| - \| - \| -- \| - \| -- \| --- \| ------------------------------------ \| \| 1 \| Alvesta SK \| 10 \| 7 \| 1 \| 2 \| 55 \| – \| 32 \| +23 \| 15Gruppefinale \| \| 2 \| IF Troja \| 10 \| 4 \| 3 \| 3 \| 48 \| – \| 34 \| +14 \| 11 \| \| 3 \| Diö GoIF \| 10 \| 4 \| 3 \| 3 \| 47 \| – \| 42 \| +5 \| 11 \| \| 4 \| Värnamo GIK (O) \| 10 \| 5 \| 1 \| 4 \| 41 \| – \| 45 \| −4 \| 11 \| \| 5 \| Kalmar FF (O) \| 10 \| 3 \| 2 \| 5 \| 39 \| – \| 50 \| −11 \| 8Nedrykning til Division III 1956-57 \| \| 6 \| Malmö FF (O) \| 10 \| 2 \| 0 \| 8 \| 36 \| – \| 63 \| −27 \| 4Nedrykning til Division III 1956-57 \| K: Kampe spillet, V: Vundne kampe, U: Uafgjorte kampe, T: Tabte kampe, Mf: Mål for, Mi: Mål imod, +/-: Måldifference, P: Point |                 |    |   |   |   |    |   |    |     |                                      |
| Nr | Hold            | K  | V | U | T | Mf |   | Mi | +/- | P                                    |
| 1 | Alvesta SK      | 10 | 7 | 1 | 2 | 55 | – | 32 | +23 | 15Gruppefinale                       |
| 2 | IF Troja        | 10 | 4 | 3 | 3 | 48 | – | 34 | +14 | 11                                   |
| 3 | Diö GoIF        | 10 | 4 | 3 | 3 | 47 | – | 42 | +5  | 11                                   |
| 4 | Värnamo GIK (O) | 10 | 5 | 1 | 4 | 41 | – | 45 | −4  | 11                                   |
| 5 | Kalmar FF (O)   | 10 | 3 | 2 | 5 | 39 | – | 50 | −11 | 8Nedrykning til Division III 1956-57 |
| 6 | Malmö FF (O)    | 10 | 2 | 0 | 8 | 36 | – | 63 | −27 | 4Nedrykning til Division III 1956-57 |

### Gruppefinaler
De fire puljevindere spillede i gruppefinalerne om to oprykningspladser til Division I. Finalerne blev afviklet over to kampe, hvor summen af de to resultater gjaldt som det samlede resultat. I den ene finale vandt vinderen af Division II Vest A, Västerås IK, over vinderen af Division II Syd A, Tranås AIF, med 12–1 over to kampe. I den anden finale besejrede vinderen af Division Vest B, Forshaga IF, vinderen af Division II Syd B, Alvesta SK, med sammenlagt 25–2. Dermed rykkede Västerås IK og Forshaga IF op i Division I, mens de to tabere, Tranås AIF og Forshaga IF, gik videre til de interregionale oprykningskampe.
| Kamp | Hold                     | Res. |
| ---- | ------------------------ | ---- |
| 1    | Västerås IK - Tranås AIF | 7–1  |
| 2    | Tranås AIF - Västerås IK | 0–5  |

| Kamp | Hold                     | Res. |
| ---- | ------------------------ | ---- |
| 1    | Forshaga IF - Alvesta SK | 17–1 |
| 2    | Alvesta SK - Forshaga IF | 1–8  |

## Interregionale oprykningskampe
De fire tabere af gruppefinalerne spillede om de sidste to oprykningspladser til Division I. De fire hold blev parret i to playoff-opgør, der blev afviklet som én kamp. Vinderne af de to opgør, Wifsta/Östrands IF og BK Star, sikrede sig begge oprykning til Division I.
| Hold                            | Res. |
| ------------------------------- | ---- |
| Wifsta/Östrands IF - Tranås AIF | 10–1 |
| BK Star - Alvesta SK            | 7–3  |